# IC 1908-1
IC 1908-1 — галактика типу SBb (компактна витягнута галактика) у сузір'ї Годинник.
Цей об'єкт міститься в оригінальній редакції індексного каталогу.